# Maxine McClean

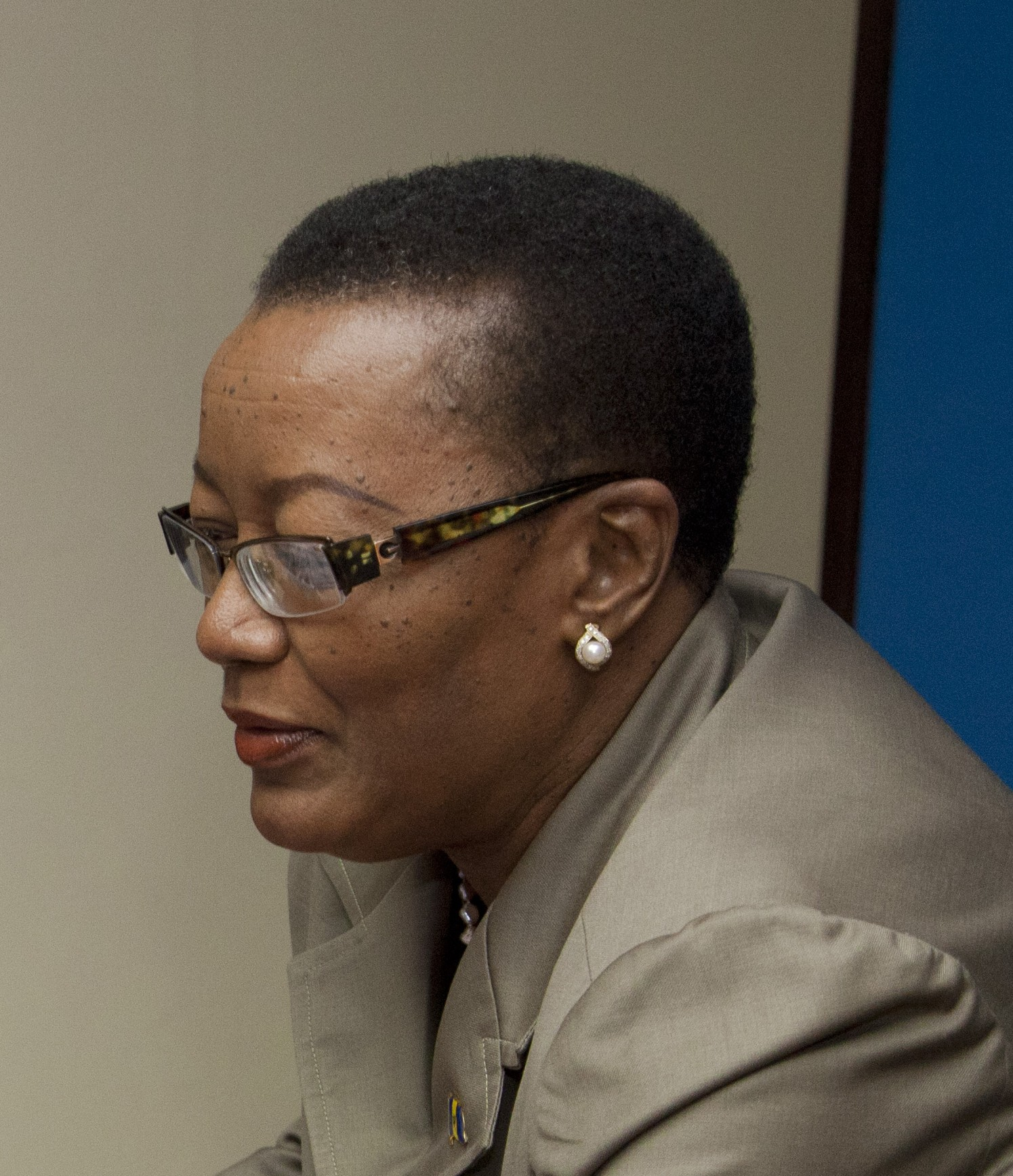
Maxine McClean

Maxine Pamela Ometa McClean ist eine Politikerin aus Barbados, die von 2008 bis 2018 Außenministerin war.

## Biografie
Nach dem Schulbesuch absolvierte sie zunächst ein Studium am Cave Hill-Campus der University of the West Indies (UWI), das sie 1978 mit Auszeichnung im Fach Öffentliche Verwaltung abschloss. Im Jahr darauf konnte sie aufgrund eines Stipendiums der Organisation Amerikanischer Staaten (OAS) ein Postgraduiertenstudium an der Ohio University absolvieren, das sie 1981 zunächst mit einem Master in Business Administration sowie 1982 mit einem Master of Arts in Internationalen Angelegenheiten abschloss.
Nach ihrer Rückkehr nach Barbados war sie von 1982 bis 1999 Lecturer (Universitätsdozentin) an der Fakultät für Managementstudien am Cave Hill Campus der University of the West Indies. Dabei lagen die Schwerpunkte ihrer Vorlesungen in den Bereichen Kommunikation, Marketing, Personalführung, Industriebeziehungen, Grundzüge des Managements, strategisches Management sowie Entrepreneurship. 1986 konnte sie außerdem mit einem Fulbright-Stipendium ein weiteres Postgraduiertenstudium an der Louisiana State University absolvieren. Neben der Tätigkeit an der UWI war sie Gastdozentin am Zentrum für Managemententwicklung am Institut für Management und Produktivität von Barbados (BIMAP) sowie an der Louisiana State University.
1999 beendete sie ihre Lehrtätigkeit und gründete mit der Strategic Interventions Inc. eine eigene Unternehmensberatung und veranstaltete als Managementberaterin Inhouseseminare für mehrere Firmen wie der Barbados National Bank, der Caribbean Development Bank und der National Petroleum Corporation.
Daneben gehörte sie als Unternehmerin verschiedenen Vorständen und Aufsichtsräten von Unternehmen, wie der Bridgetown Cooperative Credit Union Ltd., Bridgetown Cruise Terminals Inc., Goddards Enterprises Ltd., RBTT Bank Barbados Ltd., the Barbados Stock Exchange Inc and Days Books. Außerdem war sie die erste weibliche Trustee der Anglikanischen Kirche von Barbados.
Nach dem Sieg der Democratic Labour Party (DLP) bei den Wahlen zum House of Assembly im Januar 2008 wurde sie zunächst zum Mitglied des Senats ernannt. Kurz darauf wurde sie am 20. Januar 2008 von Premierminister David Thompson zunächst zur Mehrheitsführerin (Leader of Government Business) im Senat sowie zur Staatsministerin im Amt des Premierministers berufen. Nach einer Kabinettsumbildung am 24. November 2008 wurde sie von Premierminister Thompson zur Ministerin für Auswärtige Angelegenheiten und Außenhandel ernannt. Als Außenministerin setzte sie sich für eine weitere Zusammenarbeit mit der OAS ein.